# Kolumbiai spanyol nyelvjárás

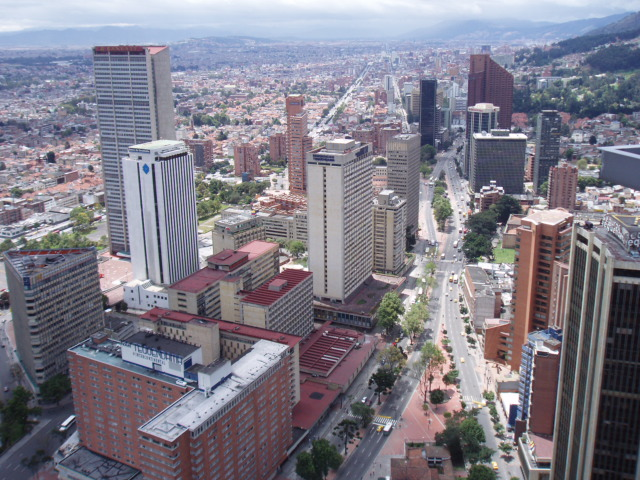
Bogotá látképe a Colpatria toronyból

A kolumbiai spanyol nyelvjárás (español colombiano) a kasztíliai spanyol nyelv Kolumbia területén kialakult változata, mintegy 41 100 000 anyanyelvi beszélővel. Bizonyos hangtani tulajdonságokat figyelembe véve két fővariánsa különböztethető meg: a partmenti (superdialecto costeño), valamint a központi andoki (superdialecto central andino).

## Főbb jellemzők

### A partmenti fővariáns(superdialecto costeño)
A nyelvjárás megkülönböztető sajátossága, hogy a mássalhangzó előtti és a szóvégi -s hehezetté válik vagy kiesik. Ennek kísérőjelensége a zöngés hangok zöngétlenedése: pl. las vacas [lahˈɸaka] ’a tehenek’, illetve a hasonulás: disco [ˈdikko] ’lemez’. E felosztási kritériumon kívül általánosságban az alábbi jellegzetességeket találjuk:
- Az l és r felcserélődése mássalhangzók előtt: pierna [ˈpjelna] ’láb’, carne [ˈkalne] ’hús’, palma [ˈparma] ’tenyér’.
- A szóvégi -r elhagyása: mujer → mujé ’nő’, hacer → hacé ’csinálni’.
- A szóvégi -n veláris esjtése [ŋ].
- A régi h hang gyakori megőrzése: pl. mohoso [moˈhoso] ’penészes’.
- Bizonyos kettőshangzók hiátussal történő ejtése: cauce [kaˈuse] ’meder’, criollo [kriˈojo] ’kreol’.
- Az ll/y gyenge – inkább félhangzós – ejtése: calle [ˈkaje] ’utca’, hoyo [ˈojo] ’gödör’.
- A nyelvtan területén gyakori az hacer többes számú használata az eltelt időt jelentő személytelen kifejezésekben: hacen veinte años ’húsz éve’ (a hace veinte años helyett).

A partmenti nyelvjárás tovább osztható két alnyelvjárásra:
- Karibi parti (costeño caribe), amelyet végig az Atlanti-óceán partjai mentén beszélnek (Guajira, Cesar, Magdalena, Atlántico, Bolívar, Sucre, Córdoba tartományok, részben Antioquia, valamint Észak-Santander, és a keleti Llanos síkságnak egy kis része). Ebben a nyelvjárásban a tú személyes névmás használata dominál a tegezésnél.
- Csendes-óceán-parti, melynek két fő jellemzője a vos névmás használata tegezésnél (voseo), valamint a  magánhangzók közötti /d/ > [r] változás, vélhetően az afrikai nyelvek hatására: maduro → maruro ’érett’, modo → moro ’mód’.

### A központi andoki fővariáns(superdialecto central andino)
E nyelvjárás megkülönböztető jellemzője az /s/ mint sziszegőhang megőrzése mássalhangzók előtt és a szó végén, bár magánhangzók között/után  előfordulhat a hehezetté alakulása vagy kiesése a spontán beszédben: necesita [neheˈsita] ’szüksége van’, nosotros [noˈ(h)otros] ’mi’ (névmás). Továbbá:
- Az l és r nem cserélődik fel mássalhangzók előtt.
- A szóvégi -r ejtődik.
- Az -n veláris ejtése csak a partmenti területekhez közel jelentkezik.
- Nyelvtani vonatkozásban: az igeragozásban gyakori a -se végű igék főnévi igenevéhez az -n személyrag hozzáadása a többes számban: sentarse [ellos] → *sentarsen ’leülniük’.

A központi andoki nyelvjárás szintén tovább tagolható két alnyelvjárásra:
- Nyugati andoki (Antioquia – az északi rész kivételével –, Caldas, Quindío, Rosaralda, Tolima és Valle del Cauca egyes részein), melynek jellemzője az ll és az y nem megkülönböztető ejtése (yeísmo), illetve az /s/ apiko-alveoláris ejtése (mint a spanyolországi északi nyelvjárásokban, Antioquia – kivétel az északnyugati rész –, Caldas, Quindío, Risaralda, Tolima és Valle del Cauca bizonyos részein).
- Keleti andoki (Nariño, Cauca – a parti részek kivételével –, Huila, Tolima egy része, Cundinamarca, Boyacá, Santander és Norte de Santander egy része), melynek legfőbb sajátosságai közé tartozik az ll [ʎ] és y [ʝ] megkülönböztetése (kivétel a főváros, Bogotá).

## Nyelvjárási tagolódás
A kolumbiai spanyol részletes nyelvjárási felosztása: a partmenti fővariáns tovább tagolható Karib-tenger-partira, amely öt alnyelvjárásra oszlik (cartagenai, Santa Marta-i, La Guajira-i, belső karibi és észak-santanderi), és Csendes-óceán-partira, amelynek két alváltozata (északi és déli) van. Az utóbbi szintén felbontható közép-keletire, három alnyelvjárással (nariñói–caucai, tolimai–huilai, cundinamarcai–boyacái), illetve közép-nyugatira, két alváltozattal (Valle del Cauca-i és antioquiai vagy paisa). A nyelvjárási tagolódás összefoglalva az alábbi ábrán látható az eredeti elnevezésekkel.
| SUPERDIALECTO COSTEÑO        | SUPERDIALECTO COSTEÑO | SUPERDIALECTO COSTEÑO | SUPERDIALECTO COSTEÑO | SUPERDIALECTO COSTEÑO |
| ---------------------------- | --------------------- | --------------------- | --------------------- | --------------------- |
| Costeño Caribe               |                       |                       |                       |                       |
| cartagenero                  | samario               | guajiro               | caribe interior       | nortesantandereano    |
| Costeño Pacífico             |                       |                       |                       |                       |
| septentrional                | septentrional         | septentrional         | meridional            | meridional            |
| SUPERDIALECTO CENTRAL ANDINO |                       |                       |                       |                       |
| Centro-Oriental              | Centro-Oriental       | Centro-Oriental       | Centro-Occidental     | Centro-Occidental     |
| nariñense–caucano            | tolimense–huilense    | cundiboyacense        | valluno               | paisa (antioqueño)    |

Említésre érdemes még, hogy Kolumbiában beszélnek két kreol nyelvváltozatot is: egyikük a spanyol alapú palenquero a San Basilio de Palenque közigazgatási területen, a másik pedig az angol alapú San Andrés y Providencia-i kreol vagy bendé.